# Unterrain (Eppan)
Unterrain (italienisch Riva di Sotto) ist eine Fraktion der italienischen Gemeinde Eppan in Südtirol.

## Lage
Die Fraktion Unterrain liegt auf einer Höhe von 386 m s.l.m. am nördlichen Hangfuß des Überetschs im Etschtal. Innerhalb Eppans nimmt es nördliche Gebiete ein an der Grenze zu den Gemeinden Andrian und Terlan. Das von Apfel- und Weinkulturlandschaft umgebene Siedlungsgebiet geht hier in den flachen Talboden der Etsch über und liegt somit wesentlich tiefer als das restliche Eppaner Gemeindegebiet. An Unterrain grenzen die Dörfer St. Pauls, Missian, Frangart, Andrian und am gegenüberliegenden Etschufer Siebeneich.

## Geschichte
In einer urkundlichen Beschreibung der Zehentabgaben der Pfarre St. Pauls aus der Zeit um 1220 taucht der Ort erstmals als «Rainum» auf.
In Unterrain befand sich eine spätmittelalterlich-frühneuzeitliche Zollstation – schon 1434 unter der Bezeichnung «am Perkmann» bezeugt –, die bis heute erhalten geblieben ist und unter Denkmalschutz steht. Gegenüber dem ehemaligen Zollgebäude befindet sich eine kleine Kirche, die 1512 dem hl. Nikolaus (Beschützer der Händler und Reisenden) geweiht ist.
Seit 2017 befindet sich knapp nördlich der historischen Ortsmitte der Golfclub Eppan.